# Momen Naji
Momen Naji (sinh ngày 9 tháng 10 năm 1996) là một cầu thủ bóng đá Syria thi đấu ở vị trí tiền vệ cho câu lạc bộ Syria Al-Jaish và Đội tuyển bóng đá quốc gia Syria. Anh có màn ra mắt cho đội tuyển quốc gia trong trận giao hữu trước Liban ngày 24 tháng 5 năm 2015.